# Pittosporum buchananii
Pittosporum buchananii är en tvåhjärtbladig växtart som beskrevs av Joseph Dalton Hooker. Pittosporum buchananii ingår i släktet Pittosporum och familjen Pittosporaceae. Inga underarter finns listade.